# 산마르틴 다리

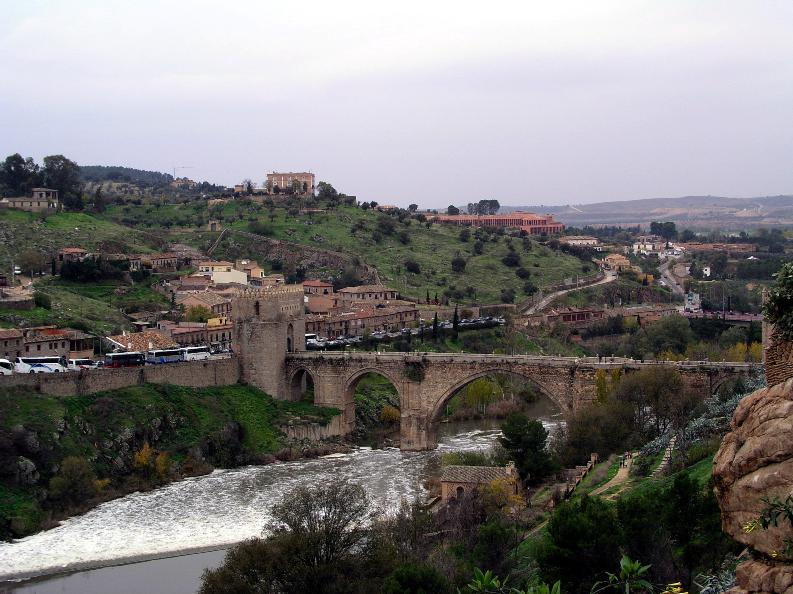
산마르틴 다리

산마르틴 다리(스페인어: Puente de San Martín)는 스페인 톨레도에 있는 다리이다.

## 같이 보기
- 카스텔베키오 교